# Zawodowa Szkoła Dokształcająca w Gdańsku

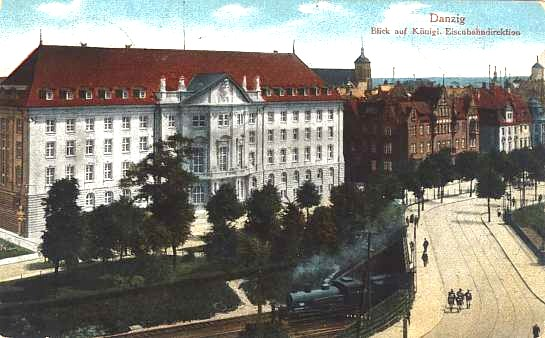
Budynek dyrekcji kolei po wybudowaniu, w którym mieściła się szkoła.

Zawodowa Szkoła Dokształcająca w Gdańsku – szkoła Macierzy Szkolnej w Gdańsku, istniejąca w latach 1937–1939.
Szkołę otwarto 9 maja 1937 w gmachu dyrekcji kolei przy ul. Dyrekcyjnej 2-4 (Am Olivaer Tor 2-4), kierownikiem był mgr Stefan Zawielak, nauczycielami: Helena Pudlik i Kazimierz Majorkiewicz oraz Alfons Nagórski, inż. Adam Barański, Aniela Rakulanka-Licznerska. Pod koniec roku szkolnego szkoła liczyła 278 uczniów, liczba ta wzrosła do 305 w styczniu 1939. W pierwszym roku szkoła miała jedną klasę z czterema oddziałami, w 1938/39 dwie z dziesięcioma oddziałami (pięć dla dziewcząt i pięć dla chłopców), ze względu na wybuch wojny trzeciej klasy nie otwarto.
Zadaniem szkoły było przekazywanie podstawowych wiadomości z poszczególnych przedmiotów, pod kątem zastosowania ich praktycznie w życiu codziennym. Dużą część uczniów stanowili absolwenci szkół niemieckich, znający polski jedynie z domów rodzinnych i o niskim poziomie szkół senackich. Stąd istniała potrzeba nauczania języka polskiego jako przedmiotu i przekazywania umiejętności poprawnego wysławiania się, pisania listów, podań, wniosków, ale także poznawania polskiej literatury. Większość uczniów stanowili niewykwalifikowani robotnicy, gońcy oraz nie zatrudnieni zawodowo, najmniej było rzemieślników.